# Бенджамин Тъкър
Бенджамин Рикетсън Тъкър (на английски: Benjamin Ricketson Tucker, 17 април 1854 г., Южен Дартмут, Масачузетс – 22 юни 1939 г., Монако) – най-големият идеолог на индивидуалистичния анархизъм в Съединените щати от XIX век. Един от ранните защитници на правата на жените и религиозната толерантност. Последовател на Пиер-Жозеф Прудон, през живота си той частично променя доктрината си под влиянието на други социални мислители, оставайки авторитетен идеолог на анархизма и критик на отклоненията от анархизма на съмишлениците. Редактор и издател на анархисткото списание „Либърти“. Най-известното му произведение се казва „Вместо книга“.

## Раждане и младост
Бенджамин Рикетсън Тъкър е роден на 17 април 1854 г. в Южен Дартмут, близо до Ню Бедфорд, Масачузетс. Родителите му бяха интелигентни и богати хора, изповядващи радикалния унитаризъм. Баща му е демократ от Джеферсън Сити, а дядо му по майчина линия е поддръжник на Томас Пейн.
На четиринадесет години Тъкър започва да се интересува от социални въпроси, а на шестнадесет се записва в Бостънския технологичен институт, където учи три години. През този период той става привърженик на осемчасовия работен ден и избирателното право на жените.
През 1872 г. Тъкър участва в кампанията за президентските избори в кампанията за листата на Грийли и Браун. Той основава клуб „Грийли Браун“ в Ню Бедфорд, който се състои от възрастни хора, но този клуб е осмиван от местните вестници поради факта, че е основан от непълнолетен. Дори преди края на изборите, докато е на работната конвенция, спомената по-долу, Тъкър ясно разбира цялата мръсотия и нецелесъобразност в политиката и никога повече не участва в президентските избори.
Също през 1872 г., на конгреса на Лигата за трудова реформа в Нова Англия в Бостън, осемнадесетгодишният Тъкър се срещна с Джозая Уорън и полковник Уилям Грийн. Благодарение на Грийн той се запознава с книгата на френския философ и икономист Пиер-Жозеф Прудон „Що е собственост?“. Тъкър е много разстроен от факта, че тази книга не е преведена на английски и следователно е недостъпна за повечето обикновени американци. Преводът на Прудон е трудна задача, но Бенджамин Тъкър се справя добре и през 1876 г. книгата „Какво е собственост?“ се появява в брилянтен английски превод.
През 1874 г. Тъкър тръгва на първото си европейско пътуване, което продължава шест месеца. По време на това пътуване той посещава Англия, Франция и Италия.

## По-късен живот и дейности
През 1906 г. Бенджамин Тъкър отваря книжарница в Ню Йорк, която разполага с печатарско оборудване и тридесетгодишна доставка на книги и брошури. През 1908 г. в магазина избухва пожар, който унищожава тази незастрахована стая и съхраняваната в нея литература. По това време любовницата на Тъкър, Пърл Джонсън, която е с двадесет и пет години по-млада от него и е бременна от него. Озовавайки се в затруднено финансово положение, Тъкър имигрира със семейството си във Франция. През лятото на 1908 г. те наемат къща в парижкото предградие Le Vésinet, където живеят шест години.
По време на Първата световна война Тъкър заема антигерманска позиция, тъй като страстно мрази германския милитаризъм и реакция.

## Идейно наследство
Тъкър описва идеологията си като „анархистки социализъм“.
Тъкър казва: „Винаги съм се смятал за член на голямото семейство на социалистите и не искам да бъда изключен от него чрез техните определения от генерал Уокър, г-н „Петдесятница“ или някой друг, просто защото не съм последовател на Карл Маркс“.
За разлика от марксистите, Тъкър се застъпва за частен контрол върху средствата за производство и против публичния контрол върху тях.
В английския оригинал на статията,  както и в руския ѝ превод, става дума за средствата на труда, труда и неговия продукт. А не за „средства за производство“, както е посочено по-горе, което би включвало и предмета на труда. Оригинал на английски: „own tools, sell his labor or his products“ (буквален превод: „притежавайте инструменти, продавайте труда си или продуктите си“).
Ранният Тъкър се придържа към философията на „естествения закон“, според която всеки човек има неотменимо право да контролира плодовете на своя труд и без намеса отвън. По-късно, под влиянието на Макс Щирнер, той преминава към позицията на „егоизма“, като твърди, че обществото е доминирано от „правото на сила“, преодоляно само от създаването на договорни отношения. Твърдението, че през 60-те и 70-те години на миналия век по-късните му идеи, свързани със замяната на държавата с частни институции, включително държавата като гарант на сигурността. Така само потвърждава следната теза: „В резултат на настъплението на капитализма на свободния пазар, заедно с критиките на анархистите“, някои анархо капиталисти се опитват да преименуват своята идеология в „пазарен анархизъм“. От тяхна гледна точка това има две предимства: Първо, позволява им да съберат хора като Спунър и Тъкър (и понякога дори Прудон) в родословното си дърво, тъй като всички те подкрепят пазарите (докато систематично атакуват капитализма)".
Тъкър последователно се противопоставя на комунизма, като изтъква, че дори едно комунистическо общество, освободено от държавата, неизбежно би ограничило свободата на индивида.

## Журналист и преводач
Бенджамин Тъкър повлия на политическата философия на англоезичния свят като редактор, издател и преводач почти повече от собственото си писане.
Той нарече основната си гордост това, че е първият, превел на английски книгите „Какво е собственост“ на Прудон и „Единственото и собствеността“ на Макс Щирнер. Тъкър превежда на английски и книгата на Пиер Жозеф Прудон „Философията на бедността“ и произведението на Михаил Бакунин „Бог и държавата“.
През август 1881 г. Тъкър основава анархо-индивидуалистичното списание Либърти, което излиза до април 1908 г. В това списание, заедно с неговата собствена, първата статия в САЩ от ДЖ. Б. Шоу и първите преводи на Фридрих Ницше в САЩ, както и статии на американските анархисти С. П. Андрю, Дж. Л. Ингълс, Л. Спунър, О. Хърбърт, В., Ярос, Лилиан Харман (дъщеря и последовател на ранния защитник на правата на жените и свободната любов Моузес Харман). Сред преводите, публикувани в Либърти, са произведения на Виктор Юго, Бакунин, Николай Чернишевски и Лев Толстой.
С помощта на списание Либърти Бенджамин Тъкър откроява и интегрира теориите на такива европейски философи като Прудон и Хърбърт Спенсър с икономическата и правна мисъл на американските анархисти (В. Грийн, Л. Спунър, Дж. Уорън). С него той се бори срещу законодателни насоки, основани на църковните ценности и забраняващи поведение, което не засяга правата и свободите на трети лица – като антитеза публикува статии на последователи на „свободната мисъл“ и „свободната любов“. Тези разнообразни влияния стават основата за философския или индивидуален анархизъм на Тъкър, понякога наричан в съвремието индивидуализъм, докато самият Тъкър предпочита името „анархистки социализъм“: „Най-съвършеният социализъм е възможен само при най-съвършения индивидуализъм“.
Също така на страниците на своя дневник Тъкър участва в ожесточен дебат с американските анархо-комунисти, най-известният от които е теоретикът на „пропагандата чрез дело“ Йохан Джоузеф Мост.